# Ziyang (Ankang)
Der Kreis Ziyang (紫阳县,  Zǐyáng Xiàn) ist ein Kreis der bezirksfreien Stadt Ankang im Süden der Provinz Shaanxi in der Volksrepublik China. Der Kreis hat eine Fläche von 2.242 km² und 260.971 Einwohner (Stand: Zensus 2020). Sein Hauptort ist die Großgemeinde Chengguan (城关镇).
Im Kreisgebiet befindet sich die Qing-zeitliche Wafangdian-Hallengruppe (瓦房店会馆群, Wǎfángdiàn huìguǎn qún), die auf der Liste der Denkmäler der Volksrepublik China steht.

## Administrative Gliederung
Auf Gemeindeebene setzt sich der Kreis aus sechzehn Großgemeinden und neun Gemeinden zusammen. 